# 멜 테일러
멜 테일러(Mel Taylor, 1933년 9월 24일 ~ 1996년 8월 11일)는 미국의 남성 기타 연주자, 드럼 연주자, 밴드 리더, 작곡가, 영화배우이다.

## 생애

### 일생
그는 1957년 재즈 음악 밴드를 손수 이끌고 동시에 아울러 밴드 리더, 기타리스트 겸 드러머로 첫 데뷔하였고 1960년부터는 록 음악 연주 밴드 더 벤처스의 기타리스트로 활동하였으며 2년 후 1962년부터는 더 벤처스의 드러머로 활동하였고 1976년 미국 영화 《Cat on a hot tin roof》의 단역으로 영화배우 데뷔하였다.

### 사망
1996년 7월 하순에 암 진단을 받고 나서 2주 후인 1996년 8월 11일에 갑작스런 심장 쇼크로 인하여 향년 63세로 사망하였다.

## 유명세
그는 보통적으로 대한민국 국내에서는 미국 록 음악 연주 밴드 더 벤처스의 드러머로서 미국 록 음악 연주 밴드 "Chantays"의 오리지널 연주곡을 리메이크한 《Pipeline》라는 작품을 연주한 드러머로 널리 잘 알려져 있다.

## 같이 보기
- 더 벤처스